# Pilori de Vila Cova à Coelheira
Le pilori de Vila Cova à Coelheira (en portugais : Pelourinho de Vila Cova à Coelheira) se trouve dans la freguesia de Vila Cova à Coelheira, du concelho de Vila Nova de Paiva, dans le district de Viseu, au Portugal.
Ce pilori se dresse au bord de la rue Padre António Fonseca, dans le centre de Vila Cova à Coelheira ; la colonne est composée de granite et mesure 2,60 m de hauteur pour 0,55 m de diamètre.
Il est classé comme Imóvel de Interesse Público depuis 1933.

## Référence
1. ↑   (en + pt) DGPC, « Notice no 73905 », sur Património Cultural Imóvel.
2. ↑  (pt) « Pelourinho » [PDF] sur terralusa.net (consulté le 30 novembre 2017)